# Szymon Kossobudzki
Szymon Kossobudzki (Plock, 28 de outubro de 1869 - Curitiba, 8 de julho de 1934) foi um médico polonês radicado no Brasil, professor da Universidade Federal do Paraná e um dos precursores do ensino da cirurgia.

## Biografia
Filho de Ludowik Kossobudzki e de Cecylia Trzcinski, formou-se em medicina na Universidade de Kazan, no ano de 1895, após ter iniciado o curso de medicina na então Universidade Imperial Russa de Varsóvia e ter sido exilado do seu país natal em virtude de sua intensa atividade política nacionalista. Após retorno do exílio, exerce o cargo de chefe da clínica cirúrgica da Universidade de Varsóvia no período de 1901 a 1907. No ano de 1907, emigra para o Brasil em virtude de perseguições políticas decorrentes de suas ideias nacionalistas. Radicado inicialmente na cidade paranaense de São Mateus, mudou-se mais tarde para Ponta Grossa, transferindo-se definitivamente para Curitiba no ano de 1912, onde foi efetivado como médico voluntário da Santa Casa de Misericórdia de Curitiba no ano seguinte. Participou ativamente da fundação da Universidade Federal do Paraná, tornando-se professor catedrático interino de Oftalmo-otorrinolaringologia em 1921; de Clínica Cirúrgica e Ortopédica em 1924 e de Clínica Pediátrica em 1925. Já a partir do ano de 1919, com a exoneração voluntária do professor Joseph Ferencz, assume o ensino de toda Clínica Cirúrgica. Publicou diversos artigos científicos na europa, em polonês, russo, e tcheco, além de onze artigos médicos em português. Além de membro atuante na comunidade polonesa, participou ativamente da vida cultural curitibana da época, publicando poesias e peças teatrais. Faleceu de câncer gástrico no ano de 1934. Por sua intensa vida acadêmica e profissional, é considerado o Patrono do ensino da cirurgia no Paraná.